# 王興 (萬曆進士)
王興（16世紀—17世紀），原名王恩，字乾符、號振華，直隶保定府博野县人，明朝政治人物。同进士出身。

## 生平
十二月十九日生，治書经。萬曆二十二年（1594年）甲午科順天府乡试第一百三十四名举人，二十三年（1595年）乙未科會試第二百五十三名，廷試三甲第一百三十名进士，工部觀政，本年十二月授河南汲县知县，调繁祥符县知县，以盗国剥民，为户科都给事中李应策揭发，被提问追赃。后復官为户部宣府管粮署郎中主事，三十八年升山东右参议，歴官遼陽兵備道。

## 家族
曾祖王廷弼，廪生。祖王星，庠生贈府同知。父王一凤，丁卯舉人、任同知。母朱氏。慈侍下。娶劉氏，继娶宋氏。子秉哲、濬哲。